# Ulli Meyer
Ulli Christian Meyer (* 13. Oktober 1973 in St. Ingbert) ist ein deutscher CDU-Politiker und seit 2019 Oberbürgermeister von St. Ingbert. Zuvor war er von 2017 bis 2019 Staatssekretär für Finanzen im saarländischen Ministerium für Finanzen und Europa. Er ist Präsident des saarländischen Städte- und Gemeindetages und Mitglied der Kommission zur Ermittlung des Finanzbedarfs der Rundfunkanstalten.

## Leben
Nach dem Abitur am Albertus-Magnus-Gymnasium St. Ingbert im Jahr 1993 studierte Meyer an der Universität des Saarlandes Rechtswissenschaften und der Universität Uppsala und schloss das Studium 1999 mit dem ersten juristischen Staatsexamen ab. 2001 promovierte er an der Universität des Saarlandes mit „magna cum laude“ zum Dr. jur. Das Thema seiner Dissertation lautete: „Das Neue Steuerungsmodell - Vereinbarkeit mit dem Demokratieprinzip und kommunalverfassungsrechtliche Zulässigkeit“. Im Juni 2003 folgte nach der Referendariatszeit das zweite Staatsexamen. Die Universität des Saarlandes ernannte ihn nach langjähriger Lehrtätigkeit 2017 zum Honorarprofessor.
Meyer ist verheiratet und hat drei Kinder. Er lebt in St. Ingbert.

## Politik
Meyer ist aktives CDU-Mitglied und war bis zu seiner Wahl als Oberbürgermeister im Jahr 2019 Ortsvorsteher in St. Ingbert-Mitte.  Am 18. September 2005 kandidierte Meyer als Direktkandidat im Bundestagswahlkreis Homburg (Wahlkreis 299) für den Deutschen Bundestag, unterlag aber Astrid Klug von der SPD.
Nachdem er 2003 als Referent für Grundsatzfragen der Landespolitik tätig gewesen war, wurde Meyer 2004 Büroleiter des damaligen Ministerpräsidenten Peter Müller. 2006 wurde Ulli Meyer Leiter der Abteilung A „Organisation, Personal, Haushalt“ in der Staatskanzlei des Saarlandes in Saarbrücken. Nach der Landtagswahl 2017 wurde er zum Staatssekretär für Finanzen im saarländischen Ministerium für Finanzen und Europa berufen. Außerdem war er Chief Information Officer (CIO) der saarländischen Landesregierung.
Die Konrad-Adenauer-Stiftung berief ihn 2018 in ihren Beirat Kommunalpolitik.
Bei der Stichwahl des Oberbürgermeisters der Mittelstadt St. Ingbert am 9. Juni 2019 konnte Meyer sich gegen Amtsinhaber Hans Wagner durchsetzen. Er trat sein Amt am 24. Oktober 2019 an. Der saarländische Städte- und Gemeindetag wählte ihn 2019 zum Stellvertreter des Präsidenten Jörg Aumann. Satzungsgemäß wechselten beide nach der Hälfte der fünfjährigen Amtszeit die Positionen.   
Im Juni 2020 wurde Meyer als Vertreter des Saarlandes in die Kommission zur Ermittlung des Finanzbedarfs der Rundfunkanstalten berufen.